# Beauvoir (Manche)
Beauvoir is een gemeente in het Franse departement Manche in de regio Normandië en telt 424 inwoners (2004). De plaats maakt deel uit van het arrondissement Avranches.

## Geschiedenis
Op januari 1973 fuseerde de gemeente samen met Ardevon, Boucey, Cormeray, Curey, Moidrey en Les Pas met Pontorson. Op 1 januari 1989 werd Beauvoir weer een zelfstandige gemeente.

## Geografie
De oppervlakte van Beauvoir bedraagt 14,2 km², de bevolkingsdichtheid is 29,9 inwoners per km².
De onderstaande kaart toont de ligging van Beauvoir (Manche) met de belangrijkste infrastructuur en aangrenzende gemeenten.

## Demografie
Onderstaande figuur toont het verloop van het inwonertal (bron: INSEE-tellingen).
1. ↑  Populations de référence 2022.